# Witold Falkowski
Witold Falkowski (ur. 12 lipca 1960 w Warszawie), tłumacz, od 2006 do 2014 roku prezes Fundacji Instytut Misesa.
Absolwent filozofii i anglistyki. Nauczyciel angielskiego, prywatny przedsiębiorca, publicysta. W jego tłumaczeniu są m.in. książki: L. M. Tannehill, Rynek i wolność; Murray Rothbard, O nową wolność - Manifest libertariański; Murray Rothbard, Banki, złoto, pieniądze; Ludwig von Mises, Ludzkie działanie, Hans-Hermann Hoppe, Demokracja - bóg, który zawiódł (z Juliuszem Jabłeckim), a także liczne artykuły ekonomiczne w Instytucie Misesa.